# Roma Fiction Fest
Roma Fiction Fest (RomaFictionFest) - międzynarodowy festiwal filmów telewizyjnych: seriali, filmów dokumentalnych i fabularnych, odbywający się w Rzymie od 2007 r.
Festiwal jest promowany przez region Lacjum i Rzymską Izbę Handlową, oraz organizowany przez Związek Producentów Telewizyjnych (Associazione Produttori Televisivi APT).
Pośród polskich produkcji telewizyjnych nagrody otrzymały:
- 2009 
  - Londyńczycy (najlepszy serial telewizyjny)
  - Trzech kumpli (najlepszy film dokumentalny)
- 2010 
  - Jacek Filipiak za serial telewizyjny Naznaczony (najlepszy reżyser)
  - Łukasz Targosz za serial telewizyjny Naznaczony (najlepsza muzyka do serialu)